# F-16 Demo Team Zeus

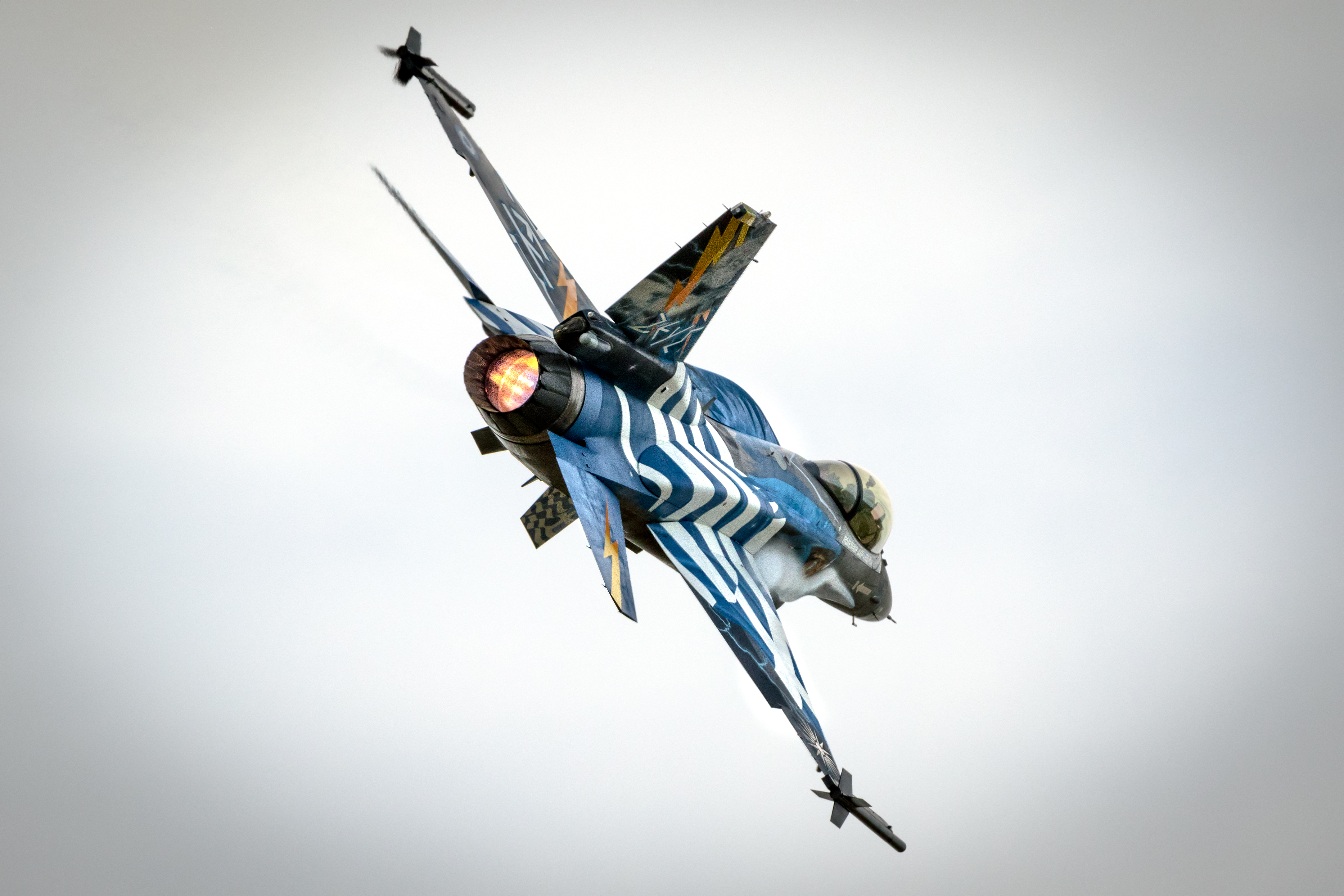
Hellenic F-16 Demo in Aktion.

Das HAF F-16 Demo Team „Zeus“ ist das Kunstflugteam der griechischen Luftstreitkräfte (HAF).

## Geschichte
Das griechische F-16 Kunstflugteam Zeus wurde im Februar 2010 gegründet, als Nachfolger der ehemaligen Kunstflugstaffeln der hellenischen Luftwaffe: Carrè Asse, Acro Team, Hellenic Flame, New Hellenic Flame und T-6A Demo Team.
Am 7. November 2010 wurde die erste offizielle Vorführung des F-16 Demo Team Zeus während des Tags der offenen Tür der HAF bei der Tanagra Air Base durchgeführt.
Das griechische F-16 Demo Team Zeus ist mittlerweile an vielen Airshows in ganz Europa aufgetreten so zum Beispiel an der Air14 Airshow 2014 in Payerne CH oder 2015 am Royal International Air Tattoo auf dem Fliegerhorst Fairford in Großbritannien.

## Das Team

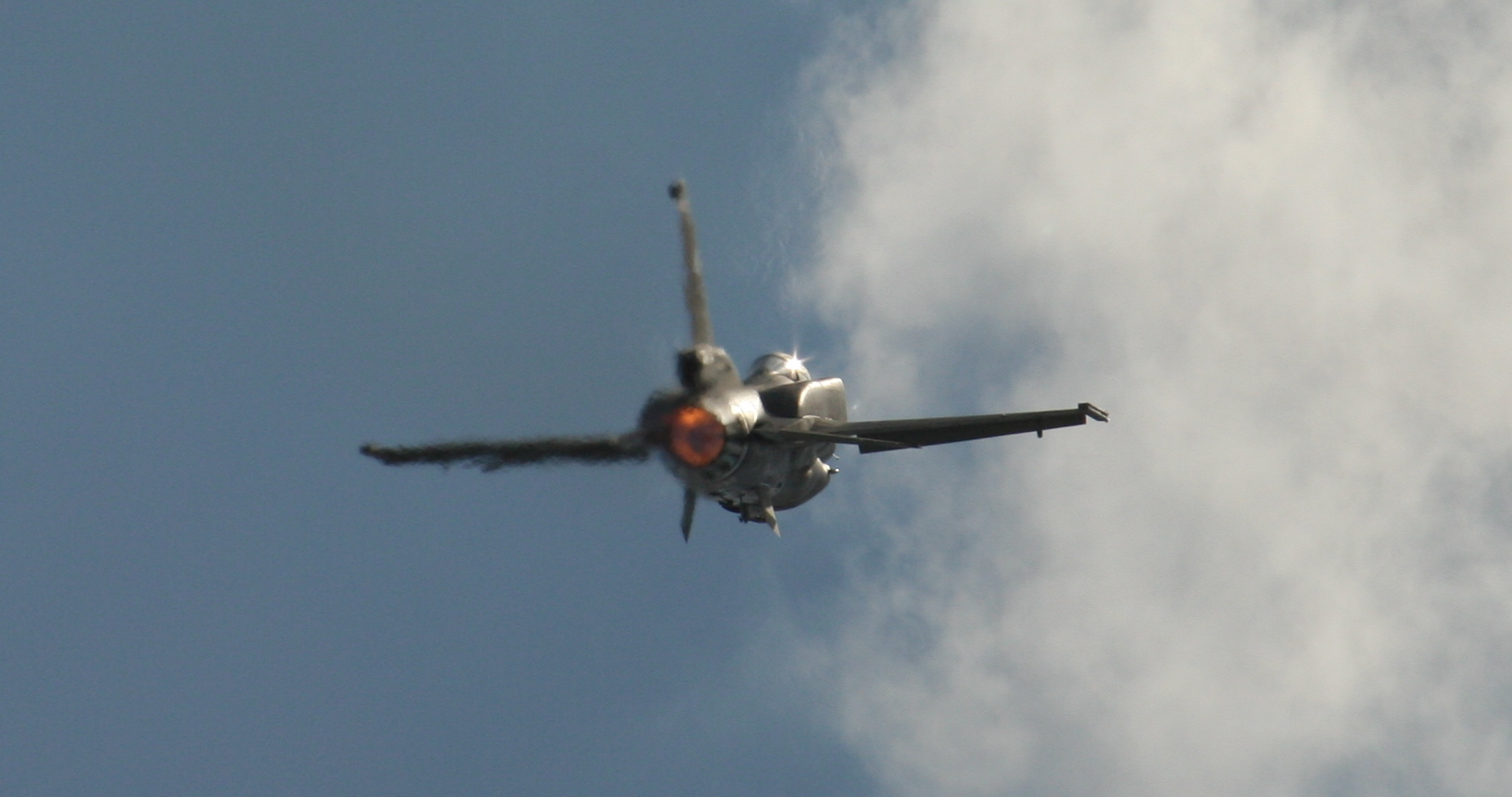
HAF F-16 Demo Team Zeus mit Nachbrenner-Einsatz

Das aktuelle Team besteht aus Personal aus der 340. und 343. Squadrons, die beide auf der Souda Air Base stationiert sind. Das Team besteht aus zwei Display-Piloten, zwei Sicherheits-Beobachter, einem Kommentator, ein Kameramann und drei Crewchiefs. Das Team verwendet die F-16 (Varianten  Block 52+) die mit Conformal Fuel Tank konfiguriert sind. Die Maschinen verfügen über eine besondere Farbgebung, welche die Nationalfarben Griechenlands, den Namensgeber Zeus sowie einen Adler als Symbol von Staat, Teamnamen und Luftwaffe widerspiegeln. Das Team Rufzeichen in den Demo-Flügen ist „Zeus“, der Vater der Olympischen Götter der antiken griechischen Mythologie.

## Referenzen
- F-16 Demo Team. Hellenic Air Force, abgerufen am 16. Juni 2011 (griechisch).
- Flugrevue Oktober 2015 Seite 18